# 刘晓滨
刘晓滨（1956年1月—），河北乐亭人。中华人民共和国政治人物。辽宁大学中文系毕业。
1974年起先后原化学工业部、国务院国资委以及宁夏自治区等中央和地方单位工作，曾任国资委副秘书长，宁夏党委常委、秘书长、纪委书记等职。后任职于沈阳化工学院、化学工业部。2003年，担任国务院国资委党建工作局局长。2006年，升任中共宁夏回族自治区党委常委；2007年，任宁夏回族自治区秘书长；次年任中共宁夏纪委书记。2011年6月，任国家发展改革委员会纪检组长。2015年7月，不再担任国家发改委纪检组长职务，但留任国家发改委党组成员，由原任中央纪委信访室主任的任建华调任国家发改委党组成员、中央纪委驻国家发改委纪检组组长。2016年3月，卸任国家发改委党组成员职务。